# Jean-Pierre Fontana
Pour les articles homonymes, voir Fontana.
Jean-Pierre Fontana, né le 18 octobre 1939 à Clermont-Ferrand, est un écrivain de science-fiction français.

## Biographie
Jean-Pierre Fontana est né à Clermont-Ferrand dans le Puy-de-Dôme, le 18 octobre 1939.  
Il crée le fanzine Mercury en fin d'année 1964 : quinze numéros jusqu'à la fin de l'année 1967 plus un numéro (unique) de Mercury-Bis, premier fanzine français consacré au cinéma fantastique. 
Il publie des nouvelles dans de nombreuses revues à partir de 1964: Fiction, Jungle Film, Kimba, Atlanta, Galaxie, Sidéral, Argon, Aventures héroïques, Les Vagabonds du rêve, SF Magazine. plusieurs d’entre elles traduites en italien, allemand, roumain, espagnol.
En 1966, il crée le ciné-club L'Idée et l'Écran puis, en juillet 1968, assure la  programmation du cinéma Rio de Clermont-Ferrand qu’il animera jusqu’en 1976.
Il crée le club «Promotion du Fantastique» en 1970. En 1972, il organise avec celui-ci le premier Festival de la science-fiction de Clermont-Ferrand suivi en mars 1974 de la première convention nationale française de science-fiction. En 1975, il collabore à la réalisation de la seconde convention de SF d'Angoulême.
Entre 1970 et 1975, il rédige des notes critiques et des études dans Fiction et Galaxie et des billets dans Clermont 24/24. En 1976, organise le deuxième Festival de la science-fiction de Clermont-Ferrand au cinéma Rio, puis prend en charge le cinéma Le Studio où il organise en 1977 le troisième et dernier festival de la science-fiction de Clermont-Ferrand. Il collabore à la revue L'Écran fantastique.
Entre 1985 et 1990, il rédige des rubriques livres dans la revue Le Mois à Clermont.
En 1988, il organise un Festival International de l'imaginaire à la Maison des Congrès de Clermont-Ferrand. 
Il a été membre du jury du Festival du Court Métrage de Clermont-Ferrand et a réalisé de nombreuses traductions de nouvelles d’auteurs italiens. Il a également animé des stages d’initiation à la science-fiction dans les bibliothèques départementales de prêt (Clermont-Ferrand, Dijon, Nevers).
Il a été intervenant dans le cadre du DEUST et de la licence, option « métiers du livre » à la faculté de Lettres de Clermont-Ferrand sur les littératures de l’imaginaire de 2000 à 2007.
Il est le président-fondateur du Grand Prix de la Science-Fiction Française (créé en 1974) devenu, depuis 1988, Grand Prix de l'Imaginaire qu'il a quitté après le déjeuner-débat de nomination des lauréats en février 2014.
Il a été rédacteur en chef de la revue Lunatique de 2005 à décembre 2008, activité reprise à partir de 2011, année au cours de laquelle il relance son fanzine Mercury sous forme numérique (3 numéros parus), consacré essentiellement à la publication de romans et nouvelles tombés dans l'oubli, ainsi qu'à des études diverses.
En alternance avec Jean-Pierre Andrevon, il assure la rédaction en chef de la revue Galaxies-Lunatique devenue Galaxies-Mercury en mai 2012.
Parallèlement, il fonde en 2013 l'association Gandahar en compagnie de passionnés de son département. Le nom de Gandahar est choisi en hommage à  Jean-Pierre Andrevon et Philippe Caza, respectivement auteur et illustrateur de l’œuvre littéraire et cinématographique Gandahar, qui en deviennent naturellement membres d’honneur. Le siège social est situé à Clermont-Ferrand. L'association organise en 2013 un festival de cinéma de l’imaginaire en collaboration avec le cinéma le Rio de Clermont-Ferrand, lance la revue littéraire Gandahar dont le premier numéro est diffusé en novembre 2014 et organise le salon du livre Les Aventuriales dont la première mouture a lieu en septembre 2015.
Début 2018, l’association Gandahar devient l’association Aventuriales tandis que la revue ouvre une toute nouvelle association, les Éditions GandahaR, avec à sa tête Jean-Pierre Fontana  et Christine Brignon. La revue Gandahar est citée au Grand prix de l’maginaire 2018 avec une mention spéciale pour son numéro 8 consacré à Robert Young. En plus de la revue, les Éditions Gandahar rééditent quelques ouvrages d'auteurs disparus dans la collection Patrimoine de l’Imaginaire. Les deux premiers auteurs publiés dans cette collection sont Nathalie Henneberg et Christine Renard.

## Œuvres

### Romans
- La Geste du Halaguen, roman - Gérard - Bibliothèque Marabout no 537- 1975 (paru sous le pseudonyme de Guy Scovel). Réédition : Nouvelles Éditions Oswald (NéO).- "Fantastique/Science-Fiction/Aventure" no 41 -  1982.- (sous le nom de Jean-Pierre Fontana). Réédition en deux volumes : Naalia de Sanar, L'Atalante - février 1997 et L’Âge noir de l'empire, L’Atalante – avril 2001.

- Sheol, roman - Denoël - Présence du Futur no 222 -  4e trimestre 1976 (traduit en espagnol). Réédition : Eons Futurs – 3e trimestre 2005.

- La Femme truquée, roman - NéO - "Fantastique/Science-Fiction/Aventure" no 15 - 2e trimestre 1980. Réédition : Eons Futurs – 1er trimestre 2005.

- La Jaune, roman - Fleuve Noir - Anticipation no 1451 - avril 1986. Réédition : ArmadA - mars 2013.

- La Colonne d'émeraude, roman - Fleuve Noir - Anticipation no 1856 - janvier 1992. Réédition sous le titre Quand pleure le crépuscule, Eons Futurs , avril 2007.
- L'Aventurière de l'espace - roman - 166 pages - réunion des nouvelles « Les Suicidaires de Goar », « Les Libertaires de Cetra XII », « Les Solitaires de Caescum » et « Les Décervelés d'Actrenaz » - Éditions L'Ivre-Book, collection « Imaginarium science-fiction », 2016.
- L'incroyable aventure du père Mathurin (roman)- 76 pages - Éditions Gandahar - août 2021 - inédit

#### Omnibus
- Des Mondes incertains  - 492 pages - réunit les romans Shéol, La Colonne d'émeraude et La Femme truquée  ainsi que deux nouvelles, « Demain matin au chant du colt » et « Et je lui donnerai pour nom Emmanuel »,  et trois interviews - Black Coat Press, collection Rivière blanche - avril 2016.

### Recueils de nouvelles
- Souvenirs de demain -  Armada - 2012.
- L'Autre côté de nulle part - ArmadA - 2017.

### Anthologies
- Demain… L'Italie, anthologie consacrée à la science-fiction italienne - Nouvelles Éditions Opta - Fiction Spécial no 30 - avril 1979.
- Le Pays d'esprit, recueil de Robert Franklin Young - NéO - "Fantastique/Science-Fiction/Aventure" no 42 - mai 1982.
- Le Léviathan de l'espace, recueil de Robert Franklin Young - NéO - "Fantastique/Science-Fiction/Aventure" no 142 - juin 1985.
- Dimension Lino Aldani - Black Coat Press, collection Rivière blanche - avril 2016 - comprenant quelques-uns de ses meilleurs textes ainsi qu'une nouvelle inédite.
- Mémoires d'une voyante - recueil de nouvelles inédit de Jean-Louis Bouquet - recherche des textes et préface - éd. ArmadA septembre 2016.
- Sexe et sexualité dans le futur & ailleurs - volume 1 : Autres mondes - Éditions Arkuiris - novembre 2021.
- Sexe et sexualité dans le futur & ailleurs - volume 2 : Autres mœurs - Éditions Akkuiris - novembre 2021.

### Essais
- Encyclopédie visuelle de la Science-Fiction, sous la direction de Brian Ash : traduction des titres des textes cités, références bibliographiques et ajouts concernant la science-fiction française - Albin Michel - 1979.
- Grande Enciclopedia della Fantascienza, Dizionario Enciclopedico  : rédaction de l'article consacré à l'histoire de la science-fiction en France des origines à nos jours (page 295 à 301)- Editoriale Del Drago ( Milan - Italie )- 1980.
- L'Expressionnisme allemand, comment ils ont inventé le cinéma fantastique, - participation à cet ouvrage collectif - L'Écran fantastique collection - 2024
- A Very British Horreur, la fantastique épopée des films Hammer, participation à cet ouvrage collectif - L'Écran fantastique collection - 2024

### Nouvelles
Jean-Pierre Fontana a publié une cinquantaine publiées en fanzines, revues, magazines et anthologies, dont un certain nombre d'entre elles traduites en allemand, italien, roumain…
- « Le Voyageur » - fanzine Gaudeamus n° 2 - 1963.
- « Le Grand Manège » - fanzine Perspectives  n° 1 - 1963.
- « La Terre de feu » - fanzine Lunatique n° 9 - août 1964 / fanzine Vega SF (Italie) mars 1966 sous le titre « La Terra di Fuoco » / revue Jungle film n° 10 - novembre 1966.
- « L'Enfant à l'étoile » - revue Atlanta n° 3 - juin 1964/revue Kimba n° 8 - novembre 1966 / revue Verso le Stelle n° 2 (Italie) - 1980 sous le titre « Il bambino della stella » / recueil L'Autre Côté de nulle part (texte revu) octobre 2017.
- « Meurtre, facteur infini » - revue Fiction no 147 - février 1966 / revue Sidéral no 9 - novembre 1970/ in recueil Souvenirs de Demain - 2012 (texte revu)
- « Chronoléthite » - revue Fiction n° 149 - avril 1966 /  recueil L'Autre Côté de nulle part (texte revu)  octobre 2017.
- « Les Naufragés d’Harpocrate » - revue Fiction no 152 - juillet 1966 / anthologie Un pic de néant - Éd. Albatros (Roumanie) sous le titre « Naufragatii de pe Harpocrate » -1970.
- « Pas tout à fait comme les autres » - fanzine Lumen n° 9 - octobre 1964.
- « Transmutation » - fanzine Mercury n° 0 - décembre 1964
- « Aux racines du mal » - fanzine Atlanta n° 9 - avril 1965
- « Le Malvenu » - fanzine Mercury n° 3 - avril 1965 / fanzine Interplot (Italie) octobre 1965 sous le titre « L'Estraneo ».
- « L'Interminable Chute » - fanzine Mercury n° 3 - avril 1965 et n° 4 - juin 1965.
- « Le Temps d'une veillée » - fanzine Lumen n° 10 - juillet 1965 / fanzine Verso le stelle n° 7 (Italie) 1967 sous le titre « Il tempo di una veglia ».
- « Amnemos » - fanzine Mercury n° 6 - octobre 1965 / revue Auvergne magazine n° 12 - juin 1968 / revue Oltre il cielo n°147 (Italie) octobre 1966 sous le titre « Il Pianeta dell'oblio ».
- « Monsieur Verbronq » - fanzine Mercury n° 8 - mars 1966 / in recueil L'Autre Côté de  nulle part (texte revu) octobre 2017.
- « Le Grand Zédinn d’Aldénagar » - revue Fiction no 163 - juin 1967 / anthologie Il Fianciullo nato per lo spazio - revue Galassia (Italie) - 1er juillet 1973 sous le titre « Il Gran Zedinn di Aldenagar » / in recueil Souvenirs de demain sous le titre « Les Déportés d'Aldénagar » (texte revu).
- « ... D'un monde hormis le temps » - fanzine Mercury n° 13 - février 1967.
- « Le Monstre » - revue Atlanta n° 7 - février 1967.
- « La Vallée de Hurle-Grioche » - en coll. avec Bernard Gerfaut, Fiction spécial no 12 (Fiction no 168 bis) - novembre 1967 / in recueil Souvenirs de demain (texte revu).
- « L'Encens de la Centaure » - fanzine Verso le stelle n° 8 (Italie) 1967 sous le titre « Le Seduzioni del Centaure » / revue Jungle film n° 3 - 1967 sous le titre « L'Encens de la Centaurienne » / fanzine Lunatique n° 42 - décembre 1968.
- « Le Tableau » - fanzine Lunatique n° 51 - janvier 1970.
- « Le Traquenard d'Octane » - revue Fiction no 195 - mars 1970 / in recueil Souvenirs de demain (texte revu).
- « La Forêt de Perdagne  »- anthologie Voyage dans l’ailleurs (Éd. Casterman) - 1971 / La Geste du Halaguen / recueil Souvenirs de demain (texte revu).
- « Pour l’amour d’Ayaelle » - revue Fiction no 214 - octobre 1971.
- « La Caméléone » - revue Fiction no 218 - février 1972 / La Grande Anthologie de la Fantasy (in La Citadelle écarlate) - Éd. Omnibus - février 2003.
- « Le Tunnel et les Étoiles » - revue Fiction no 224 - août 1972.
- « Le Martien » - fanzine Nyarlathotep n° 7 - décembre 1972 / revue Science-Fiction Magazine no 40 - janvier 2004 / recueil L'Autre Côté de nulle part (texte revu) - septembre 2017.
- « La Tour du sçavoir » - revue Fiction no 229 - janvier 1973.
- « Les Tocards » - revue Gandahar n° 3 - 4ème trim. 1973 / recueil Souvenirs de demain (texte revu).
- « Les Suicidaires de Goar » - revue Fiction no 244 - avril 1974 / L'Aventurière de l'espace - avril 2016.
- « Les Libertaires de Cetra XII » - revue Fiction no 247 - juillet 1974 / L'Aventurière de l'espace - avril 2016.
- « La Poupée » - revue Fiction no 249 - septembre 1974 / recueil Souvenirs de demain (texte revu).
- « Je vais t’ouvrir m’amour »  - revue Galaxie no 129 - février 1975 / revue Galassia no 234 (Italie)  1er septembre 1978 sous le titre « Ora ti apro, amore mio ! » / recueil Souvenirs de demain (texte revu).
- « La Fille, la fleur et l'oiseau mort » - revue Argon n° 1 - avril 1975 / recueil Souvenirs de demain (texte revu).
- « La Traque » - Fiction Spécial no 25 (Fiction no 264 bis) - décembre 1975 / revue Un Ambigua Utopia no 2 (3e année) (Italie) - avril 1979 sous le titre « Caccia alla volpe » / Anthologie Sie sind träume - Éd. Heyne Bücher (Allemagne) - 1980 sous le titre « Die Treibjagd » / recueil Souvenirs de demain (texte revu).
- « Les Solitaires de Caescum » - revue Fiction no 274 - novembre 1976 / L'Aventurière de l'espace - avril 2016.
- « Et je lui donnerai pour nom Emmanuel » - Fiction spécial Toxicofuturis no 28 (Fiction no 283 bis) - septembre 1977 / anthologie [Pro]Créations Éd. Glyphe - Imaginaires - mars 2007 (version revue) / Revue Futuro Europa no 50 (Italie) - mai 2008 sous le titre E lo chiamerò Emanuele / volume omnibus Des mondes incertains - avril 2016.
- « L’Homme noir » - revue Fiction no 301 - mai 1979 / recueil L'Autre Côté de nulle part - septembre 2017.
- « L’Homme sans visage » - Chimère no 1 – spécial Aventures héroïques - décembre 1987 / anthologie Icares 2004 - Éd. Mnémos - novembre 2003 /  recueil L'Autre Côté de nulle part - septembre 2017.
- « Plaisirs nocturnes » (avec Alain Dartevelle, Michel Lamart, Daniel Walther et Jean-Pierre Andrevon) - Les Moustaches de Baalmoloch no 3 – Éd. Phénix / recueil Souvenirs de demain (texte revu).
- « Le Pied Jadois » - revue Ténèbres no 7 - Juillet 1999 / recueil Souvenirs de demain (texte revu).
- « Le Sourire de Mona-Lisa » - revue Les Vagabonds du rêve no 3 Magie et sorcellerie - décembre 2001 / revue Science-Fiction Magazine no 39 - décembre 2003 / in volume Chien bleu couronné de Raymond Milési - Éd. Eons Futurs 2007 / revue Futuro Europa no 49 (Italie) - février 2008 sous le titre « Il Sorriso di Monna Lisa » / recueil Souvenirs de demain (texte revu).
- « La Caresse de l'aube » - revue Blanco Movil no 87 (spécial Ciencia Ficcion de Italia y Francia) (Mexique) - 2003 - sous le titre « La Caricia del alba » / revue Science-Fiction  Magazine no 35 - juillet 2003 / in volume Le Courant d'Alcyon - Grainger 1 de Brian Stableford - Éd. Eons Futurs no 2 / revue Robot no 46 - été 2005 sous le titre « La Carezza dell'alba » / recueil Souvenirs de demain (texte revu).
- « La Fille aux yeux ténèbres » - revue Lunatique no 72 (nouvelle série no 4) - 3e trimestre 2006 / recueil Souvenirs de demain (texte revu).
- « Le Maître au gnome » - Bellaing - 3ème trim. 2006.
- « La Science-friction » - in manifeste "Appel d'air" - Éd. Actu SF - octobre 2007.
- « Points de rupture » - revue Futuro Europa no 49 (Italie) - février 2008 - sous le titre « Punti du rottura » / revue Galaxies no 14/56 - 2012 / recueil Souvenirs de demain (texte revu).
- « Comme une taupe au logis » - anthologie Arcanes - Éditions Voy'[el] - 30 novembre 2010 / recueil L'Autre Côté de nulle part (texte revu) - septembre 2017.
- « La Première Goutte » - Youphil.com, juin 2012 / repris et modifié sous le titre « Le jour où la pluie  » / recueil L'Autre Côté de nulle-part (texte revu) - septembre 2017.
- « La Cité sous le volcan » - revue Galaxies n°30 - juillet 2014 / recueil L'Autre Côté de nulle-part (texte revu) - septembre 2017.
- « Demain matin au chant du colt » - revue Galaxies n° 31 - octobre 2014 / volume omnibus Des mondes incertains - avril 2016 / recueil L'Autre Côté de nulle-part - septembre 2017.
- « L'Ombre portée » - revue Galaxies/Mercury  - avril 2016 /  recueil L'Autre Côté de nulle-part - septembre 2017.
- « La Collectionneuse » - revue Gandahar/hors série n° III - septembre 2016 / recueil L'Autre Côté de nulle-part - septembre 2017.
- « Rien qu'une ombre » - anthologie L'Art de séduire - Éditions Arkuiris - octobre 2016.
- « Circé II ou les Proies de Céliamonde » - recueil L'Autre Côté de nulle-part - septembre 2017.
- « La Clostro » - recueil L'Autre Côté de nulle-part - septembre 2017.
- « Bienvenue parmi nous » - recueil L'Autre Côté de nulle-part - septembre 2017.

### En collaboration avecLino Aldani
- La Science-Fiction Italienne - L'Opéra de l'Apocalypse - anthologie - Éditions Presses-Pocket no 5119 - collection « Le Livre d'or de la science-fiction » - 4e trimestre 1981.

### En collaboration avecAlain Paris
- Les Bannières de Persh, roman - Fleuve Noir - Anticipation no 1308 - juin 1984.
- Les Chroniques de La Lune rouge, romans

1. Sarkô des Grandes Zunes - Fleuve Noir - Anticipation no 1341- décembre 1984.
2. Le Temple du Dieu Mazon - Fleuve Noir - Anticipation no 1398 - septembre 1985.
3. Le Clan du Brouillard - Fleuve Noir - Anticipation no 1419 - décembre 1985.
4. La Cité des Hommes-de-Fer - Fleuve Noir - Anticipation no 1515 - janvier 1987.
5. Le Désert des Cendres - Fleuve Noir - Anticipation no 1868 - avril 1992.

- Le cycle des ravisseurs d'éternité, romans

1. Dernier Étage avant la Frontière - Fleuve Noir - Anticipation no 1323 - septembre 1984.
2. Le Syndrome Karelman - Fleuve Noir - Anticipation no 1359 -  février 1985.
3. Les Hommes-Lézards - Fleuve Noir - Anticipation no 1484 - septembre 1986.